# Actinocythereis marylandica
Actinocythereis marylandica är en kräftdjursart som först beskrevs av Howe och Romeyn Beck Hough 1935.  Actinocythereis marylandica ingår i släktet Actinocythereis och familjen Trachyleberididae. Inga underarter finns listade i Catalogue of Life.